# Bomba gay
«Bomba gay» es el nombre informal usado para denominar a un proyecto de arma química teórica no letal, que un laboratorio de investigación de la Fuerza Aérea de los Estados Unidos especuló producir.
En 1994 el Laboratorio Wright en Ohio realizó una propuesta de tres páginas con una serie de posibles armas químicas no letales, que terminaría en manos del Sunshine Project (incluidas notas al margen y erratas) gracias a una petición de documentos oficiales basada en el Freedom of Information Act.
En una frase del documento se sugiere que un afrodisíaco fuerte podría ser lanzado sobre tropas enemigas, teóricamente, con una sustancia que produjera «comportamientos homosexuales». El arma afrodisíaca fue descrita como «desagradable pero completamente no letal». En la sección «Nuevos descubrimientos necesarios», el documento implícitamente reconoce que no existían, ni existen, productos químicos de ese tipo. El documento también incluye otras ideas no convencionales, como rociar a las tropas enemigas con feromonas de abejas y luego esconder muchas colmenas en el área de combate.
El Laboratorio Wright ganó en 2007 el Premio Ig Nobel de la paz por «instigar investigación y desarrollo en un arma química, la llamada "bomba gay", que convierta a los soldados enemigos en irresistibles los unos para los otros». Sin embargo, el personal de la Fuerza Aérea que fue contactado no quiso participar en persona en la ceremonia de entrega en el Teatro Sanders de la Universidad de Harvard.